# راولفیا سرپنتینا
راولفیا سرپنتینا (نام علمی: Rauvolfia serpentina) نام یک گونه از تیره خرزهره‌ایان است.

## موارد کاربرد
در موارد زیر بکار می رود با اینکه هنوز اثربخشی قطعی آن تعیین نشده است:
- فشار خون ملایم
- کنترل عصبانیت
- مشکلات خواب
- اختلالات روانی مثل اسکیزوفرنی و اختلالات روانی شدید
- درمان جای نیش مار و انواع خزندگان،
- کنترل تب
- یبوست
- بیماری های کبدی،
- روماتیسم
- احتباس مایع (ادم)
- صرع